# Aida Begić
Aida Begić (Sarajevo, 9 maggio 1976) è una regista e sceneggiatrice bosniaca.

## Biografia
Begić si è laureata in regia cinematografica e teatrale all'Accademia di Arti Sceniche di Sarajevo nel 2000. Il film con cui si è laureata "Prima esperienza di morte" (Prvo smrtno iskustvo) fu trasmesso al festival di Cannes del 2001 nella sezione selezione ufficiale Cinéfondation e in altre rassegne cinematografiche, ricevendo diversi riconoscimenti tra cui il miglior cortometraggio all'Ourense Film Festival (Spagna) del 2002, il premio della critica all'Huesca Film Festival (Spagna) del 2002, il premio Methexis al MedFilm Festival di Roma del 2002, la speciale menzione della giuria all'Arcipelago Film Festival del 2001.
Diversi film sono stati proposti per l'Oscar al miglior film straniero: Snow (Snijeg) nel 2008, Buon anno Sarajevo (Djeca) nel 2012 e Never Leave Me (Beni Bırakma) nel 2017.
Aida Begić è professoressa di regia all'Accademia di Arti Sceniche di Sarajevo. Inoltre ha all'attivo diversi spot pubblicitari e film promozionali. Nel 2004 ha fondato la società di produzione MAMAFILM assieme a Elma Tataragić.

## Filmografia
- Prima esperienza di morte (Prvo smrtno iskustvo) (2001) – Cortometraggio
- Il Nord è impazzito (Sjever je poludio) (2003) – Cortometraggio
- Snow (Snijeg) (2008)
- Do Not Forget Me Istanbul (Otok ljubavi ) (2011)
- Buon anno Sarajevo (Djeca) (2012)
- I ponti di Sarajevo (Les Ponts de Sarajevo) (2014)
- Never Leave Me (Beni Bırakma) (2017)